# Tolma toreuta
Genre
Espèce
Tolma toreuta, unique représentant du genre Tolma, est une espèce d'araignées aranéomorphes de la famille des Pisauridae.

## Distribution
Cette espèce est endémique de la région d'Alaotra-Mangoro à Madagascar,. Elle se rencontre vers Manakambahiny Est.

## Description
Le mâle holotype mesure 4,30 mm et la femelle paratype 5,45 mm, les mâles mesurent de 4,05 à 4,47 mm.

## Publication originale
- Jocqué, 1994 : Halidae, a new spider family from Madagascar (Araneae). Bulletin of the British Arachnological Society, vol. 9, no 9, p. 281-289 (en).